# Vinár, Veszprém
Vinár  este un sat în districtul Pápa, județul Veszprém, Ungaria, având o populație de 237 de locuitori (2011). 

## Demografie
Componența etnică a satului Vinár
     Maghiari (100%)
Componența confesională a satului Vinár
     Romano-catolici (52,32%)
     Luterani (21,1%)
     Reformați (8,86%)
     Fără religie (2,95%)
     Necunoscută (14,77%)
Conform recensământului din 2011, satul Vinár avea 237 de locuitori. Din punct de vedere etnic, majoritatea locuitorilor (100,0%) erau maghiari.  Din punct de vedere confesional, majoritatea locuitorilor (52,32%) erau romano-catolici, existând și minorități de luterani (21,1%), reformați (8,86%) și persoane fără religie (2,95%). Pentru 14,77% din locuitori nu este cunoscută apartenența confesională.